# MÁVAG
La Magyar Kiralyi Államvasutak Gépgyára, (in italiano Real fabbrica ungherese delle ferrovie dello stato) e più nota con il suo acronimo MÁVAG, era una fabbrica di locomotive e di mezzi di trasporto di proprietà del Regno d'Ungheria con sede a Budapest.

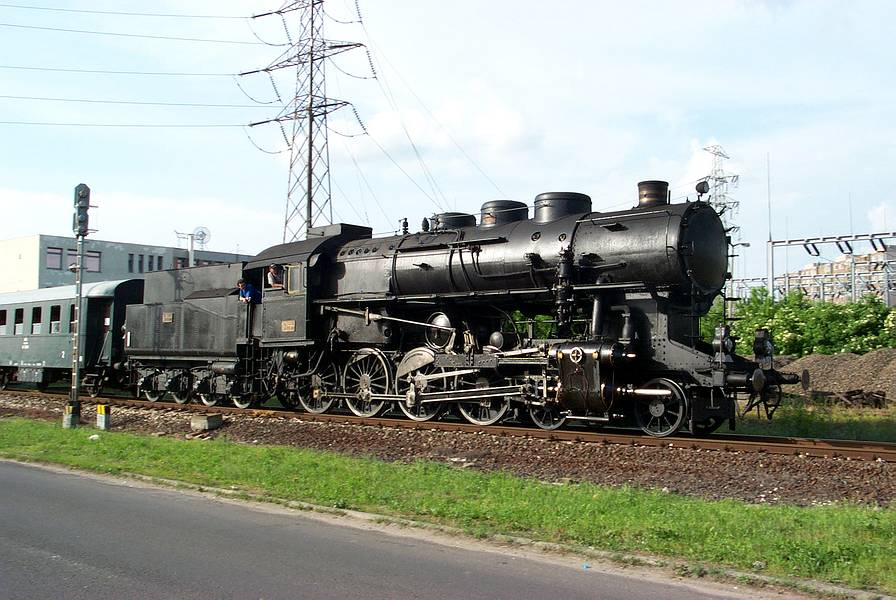
Una tra le migliori realizzazioni MÁVAG, la locomotiva MÁV 424

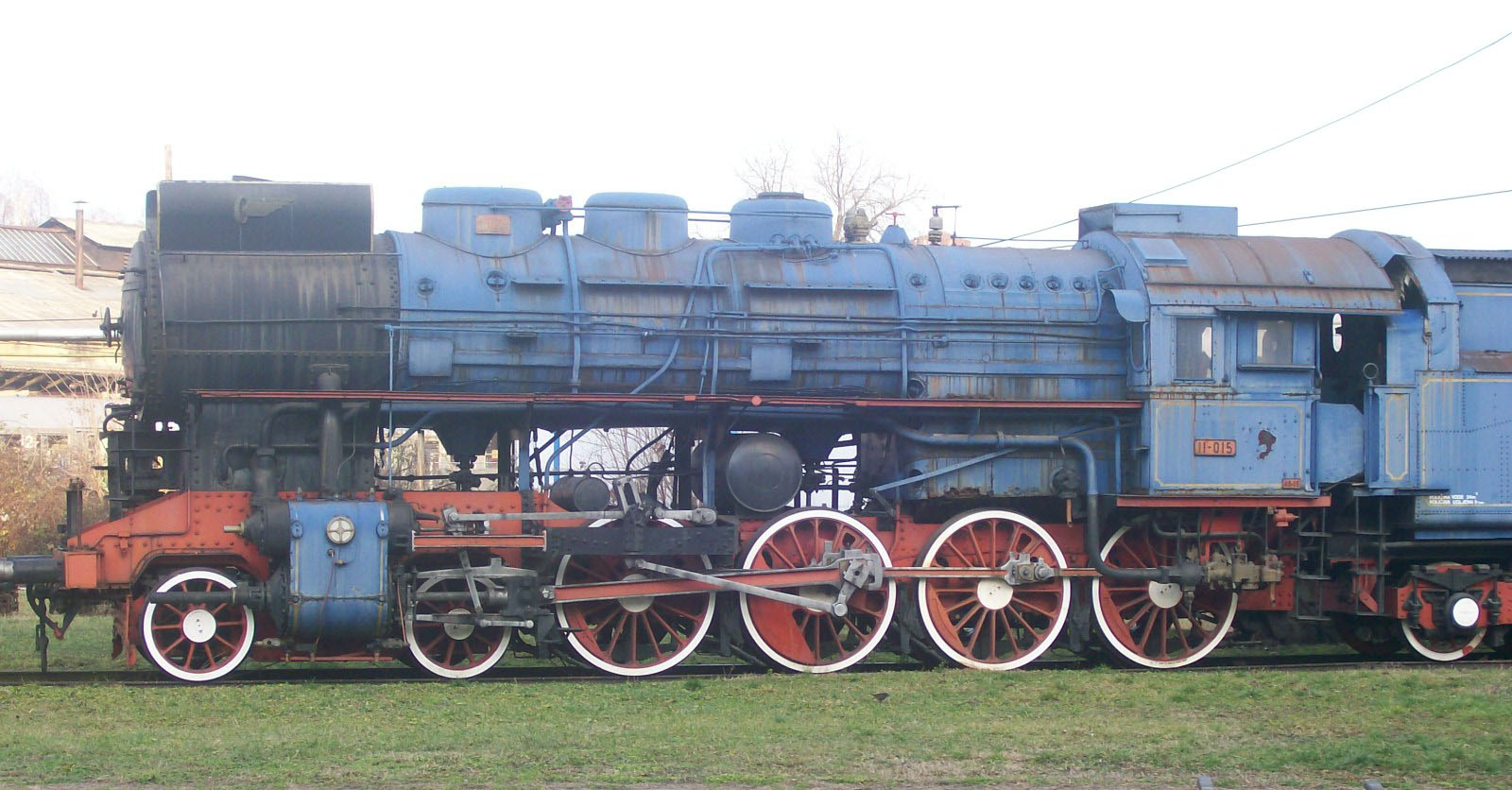
La locomotiva JŽ 11.015 delle ferrovie jugoslave costruita da MÁVAG

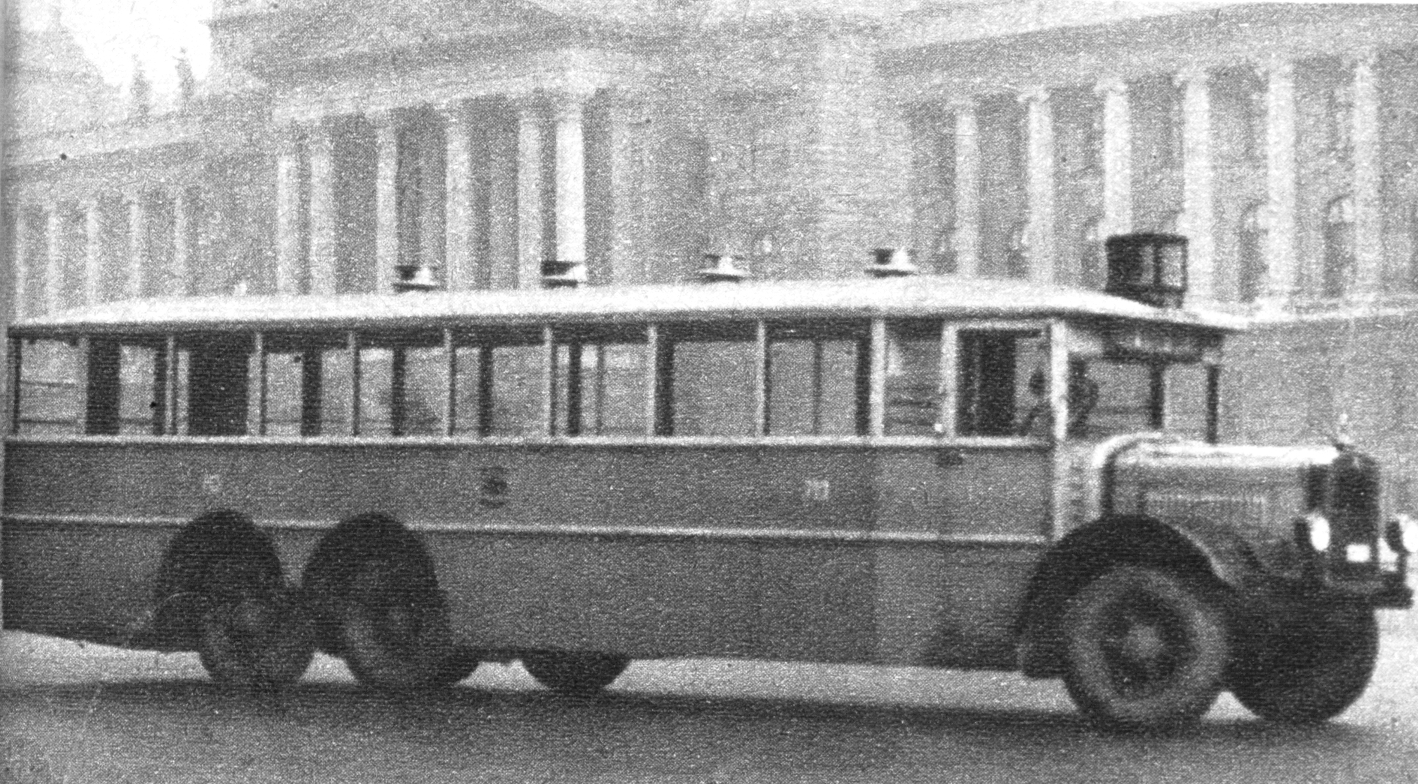
Autobus MAVAG del 1930

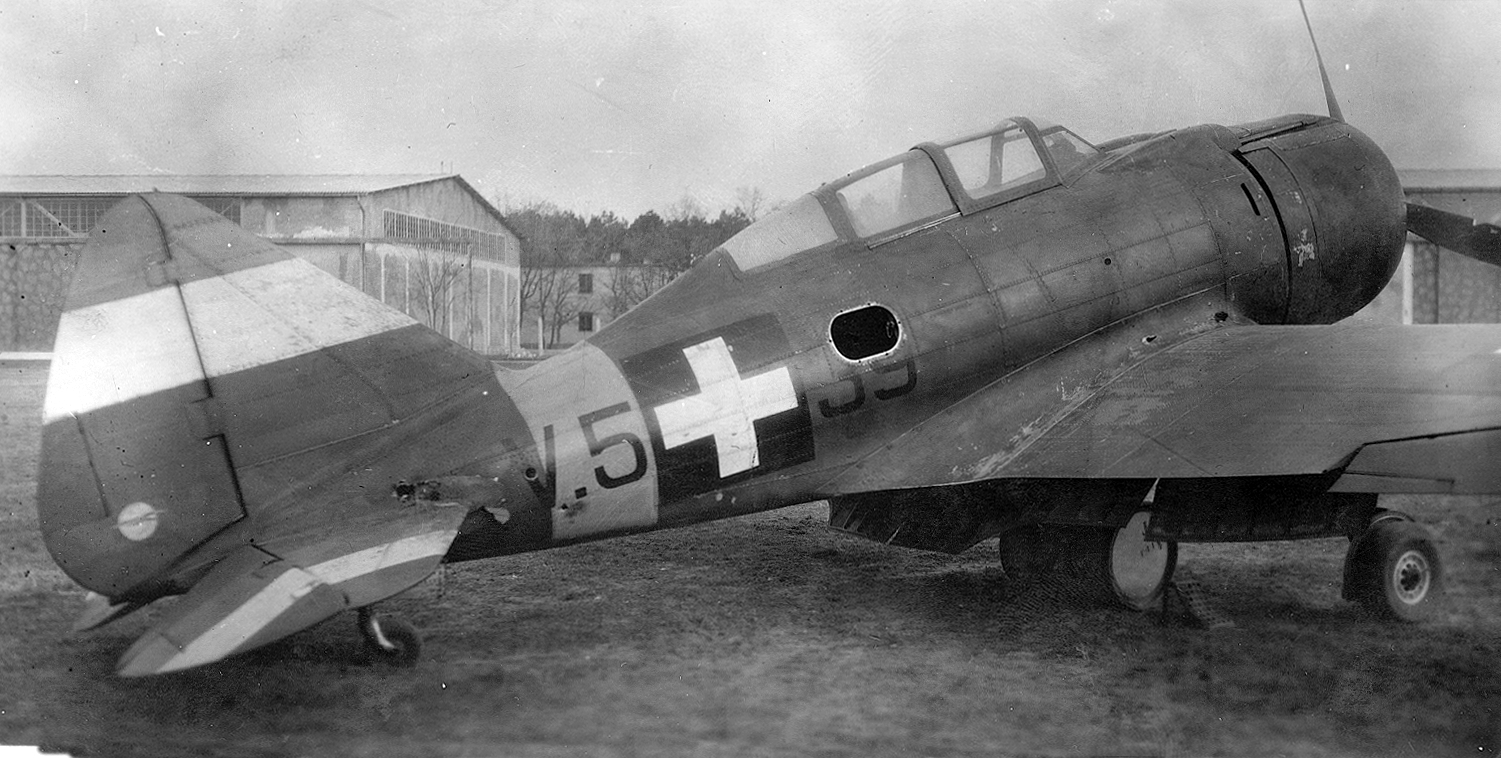
Caccia MÁVAG Héja II del 1944

## Storia
Le origini della fabbrica sono collegate alla fondazione della società ungaro-belga di costruzioni meccaniche e navali avvenuta nel 1868 a Budapest. Dall'acquisizione della stessa ebbe origine, il 1º agosto 1870, la Magyar Kiralyi Államvasutak Gépgyára és Kocsigyára per la produzione di macchine e carri ferroviari. La MÁV Gépgyár (abbreviativo di Magyar Kiralyi Államvasutak Gépgyára) divenne nota dal 1873 per la sua produzione di locomotive a vapore. Nel 1880 l'azienda venne integrata con la Magyar Kiralyi Vas és Acélgyárak di Diósgyőr che produceva e lavorava l'acciaio. Nel 1896 consegnò la sua locomotiva n. 1000 alle Ferrovie dello Stato ungherese (MÁV).
Nel 1902 fu incorporata anche la Magyar Kiralyi Állami Vasgyárak di Győr, un'impresa statale per lavorazioni in ferro civili e militari.
Nel 1925 il complesso industriale di stato assunse infine il nome di Magyar Kiralyi Állami Vas-, Acél és Gépgyárak che venne abbreviato in MÁVAG.
Le locomotive prodotte da MÁVAG vennero esportate anche in Italia e Romania e in seguito in Egitto, India, Jugoslavia e Sud-est asiatico.

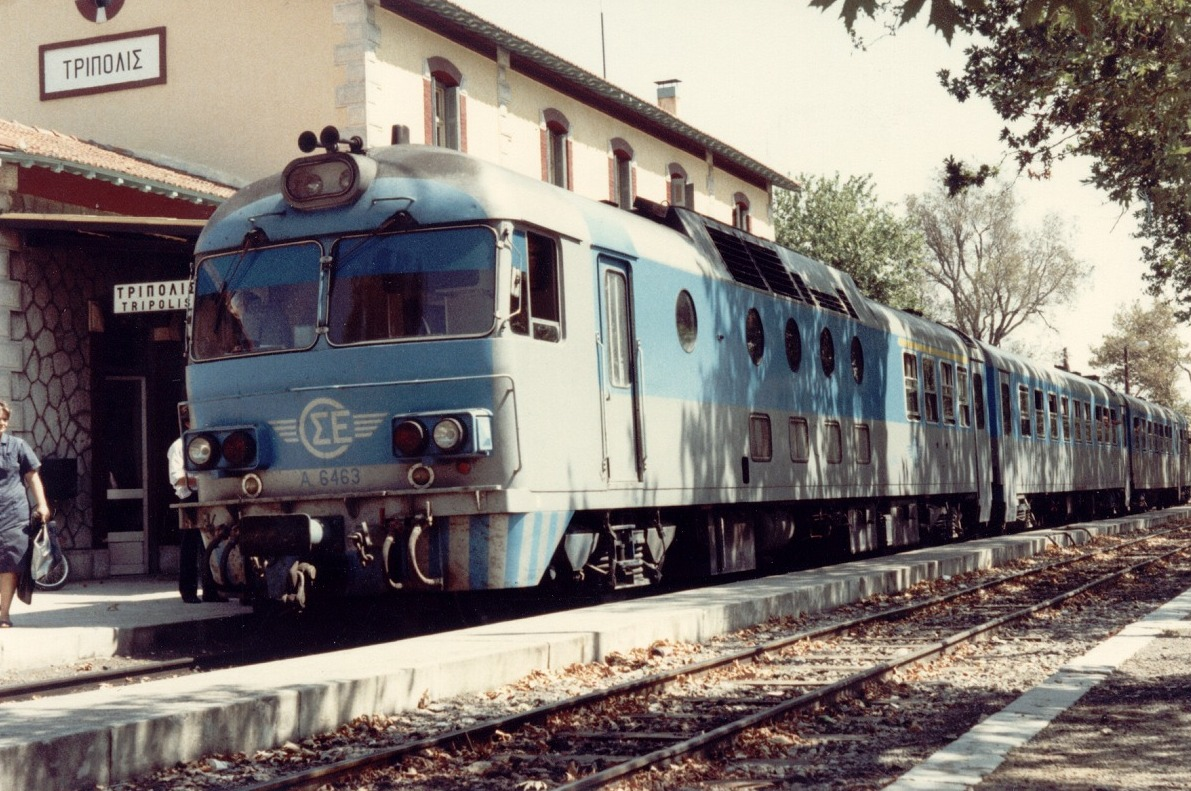
Convoglio diesel bloccato Ganz-MÁVAG in Grecia

Nel periodo tra le due guerre la MÁVAG costruì anche autocarri, autobus, automobili e carrelli. Dal 1924 in poi mise in produzione la locomotiva 424 per le ferrovie ungheresi e per esportazione. Nel 1936 acquisì la licenza per produrre autovetture Ford. Durante la seconda guerra mondiale furono prodotti anche carri armati e altro materiale bellico tra cui aerei da guerra con la costruzione su licenza del caccia italiano Reggiane Re.2002 e il proprio MÁVAG Héja II.
In seguito all'occupazione dell'Armata rossa e alla conseguente fine della seconda guerra mondiale la MÁVAG fu nazionalizzata e il termine "Kiralyi" (reale) venne eliminato dal nome della società.
Nel secondo dopoguerra l'insediamento del regime comunista portò ad orientare la produzione in base alla pianificazione quinquennale che era prettamente funzionale alle esigenze dell'Unione sovietica.
La produzione di locomotive a vapore ebbe fine nel 1959 con la consegna della locomotiva n. 7.578. Nello stesso anno la MÁVAG si fuse con la Ganz e produsse locomotive elettriche, locomotive diesel e carri per uso interno e per l'esportazione fino al 1988. In tale anno la società fu suddivisa in varie società più piccole e mettendo definitivamente fine al marchio "MÁVAG".